# 霍伯格斯 (加利福尼亞州)
霍格伯斯（英語：Hobergs）是位於美國加利福尼亞州萊克縣的一個非建制地區。該地的面積和人口皆未知。

## 地理
霍格伯斯的座標為38°50′37″N 122°43′28″W / 38.84361°N 122.72444°W，而該地的平均海拔高度為919米（即3015英尺）。